# Bertil Wetter
Johan Bertil C:son Wetter, född 16 augusti 1913 i Hackvads socken i Örebro län, död 12 november 1988 i Fjugesta, var en svensk  målare och tecknare. 
Han var son till godsägaren Carl Wetter och Ingrid Roth och gift med Cecilia Wetter. Han studerade vid Konstfackskolan i Stockholm 1936–1941 och genom självstudier under studieresor till bland annat Frankrike, Tyskland, England, Italien och Grekland. Han studerade därefter konsthistoria vid Stockholms universitet. Han medverkade i Örebro konstförenings utställningar Länets konst på Örebro läns museum och i Nationalmuseums utställning Unga tecknare 1942–1948
Hans konst består av stilleben och landskap i olja samt tuschteckningar. Han medverkade i Från bergslag och bondebygd med en artikel om sin mors morbror konstnären Bror Anders Wikström 1955. Wetter är representerad vid Moderna museet med tuschteckningar. 
Bertil Wetter är begravd på Hackvads kyrkogård.